# Айсберги (картина)
«Айсберги» (англ. The Icebergs) — картина, написанная американским художником Фредериком Эдвином Чёрчем (Frederic Edwin Church, 1826—1900) в 1861 году. Принадлежит Музею искусств Далласа в штате Техас. Размер картины — 164 × 286 см, с рамой — 216 × 338 × 12,7 см.

## История
Чёрч интересовался историей пропавшей экспедиции Франклина 1845—1847 годов, которая пыталась найти Северо-Западный проход. Вместе с поэтом и писателем Луисом Леграндом Ноблом (Louis Legrand Noble, 1813—1882), летом 1859 года Чёрч отправился в плавание к Ньюфаундленду и Лабрадору, которое, по разным данным, заняло от одного месяца до шести недель. Нобл описал их приключения в книге «За айсбергами с художником: летнее путешествие к Лабрадору и вокруг Ньюфаундленда» (англ. After Icebergs with a Painter: A Summer Voyage to Labrador and Around Newfoundland), вышедшей в 1861 году.
Во время этого путешествия Чёрч сделал множество рисунков и набросков айсбергов, которые были использованы при написании картины «Айсберги». Картина была представлена публике в Нью-Йорке 24 апреля 1861 года, получив множество восторженных отзывов — в газете New York Daily Tribune её даже назвали «самым выдающимся произведением искусства, созданным к тому времени в этой стране» (США). Ко времени показа картины в США уже началась гражданская война. Чтобы показать свою поддержку силам Севера, Чёрч переименовал свою картину в «Север — картина айсбергов Чёрча» (англ. The North — Church’s Picture of Icebergs), а также ввёл плату (25 центов) за просмотр картины и перевёл все сборы в фонд родственников солдат — Union’s Patriotic Fund. В 1862 году картина также выставлялась в Бостоне.
Из-за продолжающейся гражданской войны художнику не удалось продать картину «Айсберги» в США. В 1863 году она выставлялась в Лондоне, и после выставки она была куплена английским железнодорожным магнатом из Манчестера Эдвардом Уоткинсом (англ. Sir Edward Watkins), который поместилил её в своём загородном доме Rose Hill. После его смерти, последовавшей в 1901 году, дом Уоткинса перешёл в городскую собственность Манчестера, а после этого в 1920-х годах там была открыта школа для мальчиков с проблемами в поведении (англ. school for wayward boys), где эта картина продолжала висеть на лестничной клетке.
Тем временем, искусствоведы потеряли след этой картины и она была практически забыта, и открыта заново только в 1970-х годах. В 1979 году она была продана на аукционе Sotheby's за 2,5 миллиона долларов — самую дорогую (на тот момент) цену для картин американских художников, в 2,5 раза превышающую предыдущий рекорд. В том же 1979 году покупатели картины «Айсберги» Норма и Ламар Хант (Norma and Lamar Hunt) передали её в дар Музею искусств Далласа. С той поры она является одной из самых известных картин музея — на неё иногда даже ссылаются как на «Мону Лизу Далласского музея искусств».

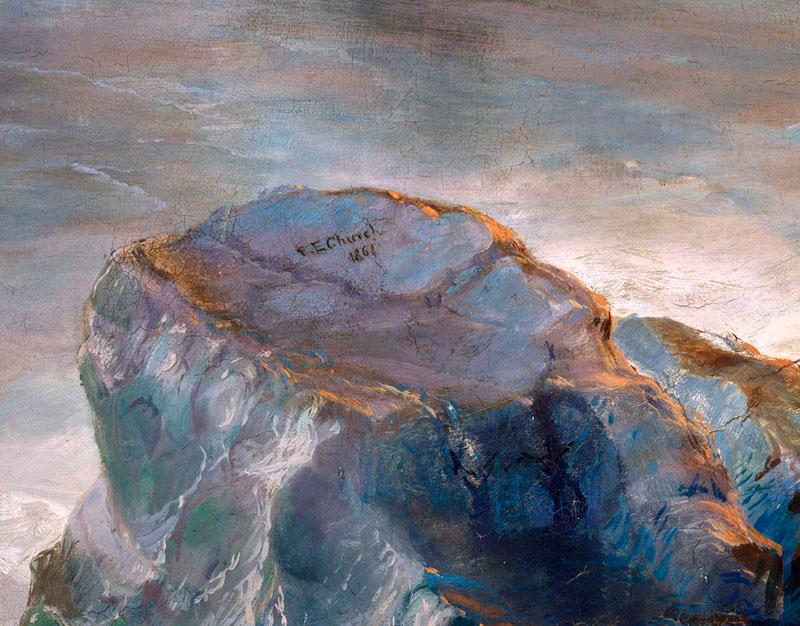
Деталь картины с подписью Чёрча

## Описание
На картине Чёрч изображает суровую, но завораживающую естественную красоту северной природы. Он использует завлекающую гамму красок для изображения ледяных масс и эффектов освещения, используя различные оттенки голубого, зелёного, розового и белого цветов. На айсберге слева также видны прожилки голубого цвета, которые действительно встречаются у айсбергов благодаря попеременному таянию и замерзанию воды.
Обломок мачты, изображённый на переднем плане картины, связан с интересом художника к печальной участи экспедиции Франклина. Этот обломок символизирует хрупкость человека по сравнению с силами природы. Интересно, что этой мачты не было на первоначальной версии картины, показанной в 1861 году — она была дописана художником позже, в конце 1862 или начале 1863 года, перед лондонской выставкой.

## Другие картины
У Фредерика Эдвина Чёрча были и другие картины с изображением айсбергов — «Айсберги и кораблекрушение на закате» (англ. Icebergs and Wreck in Sunset, 1860, частное собрание) и «Айсберг» (англ. The Iceberg, 1891, Музей искусств Карнеги, Питтсбург).

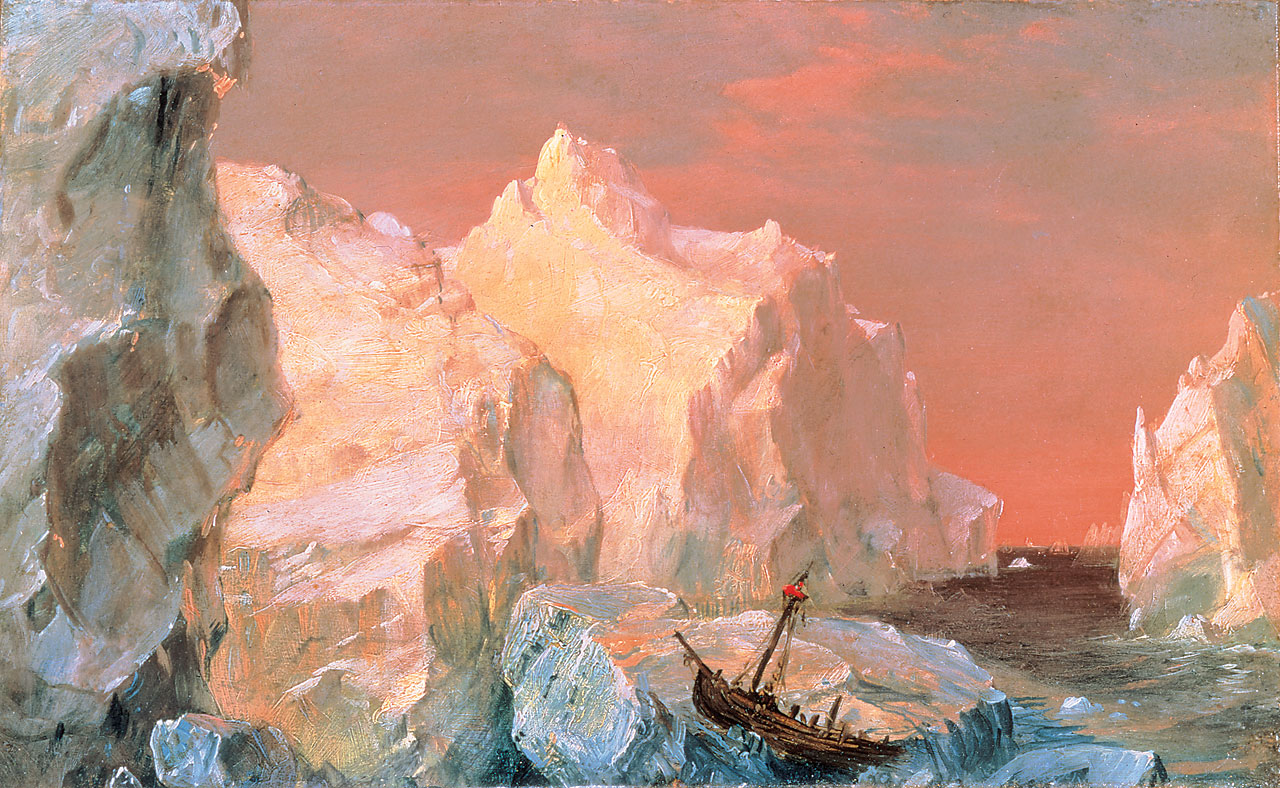
Айсберги и кораблекрушение на закате (1860, частное собрание)
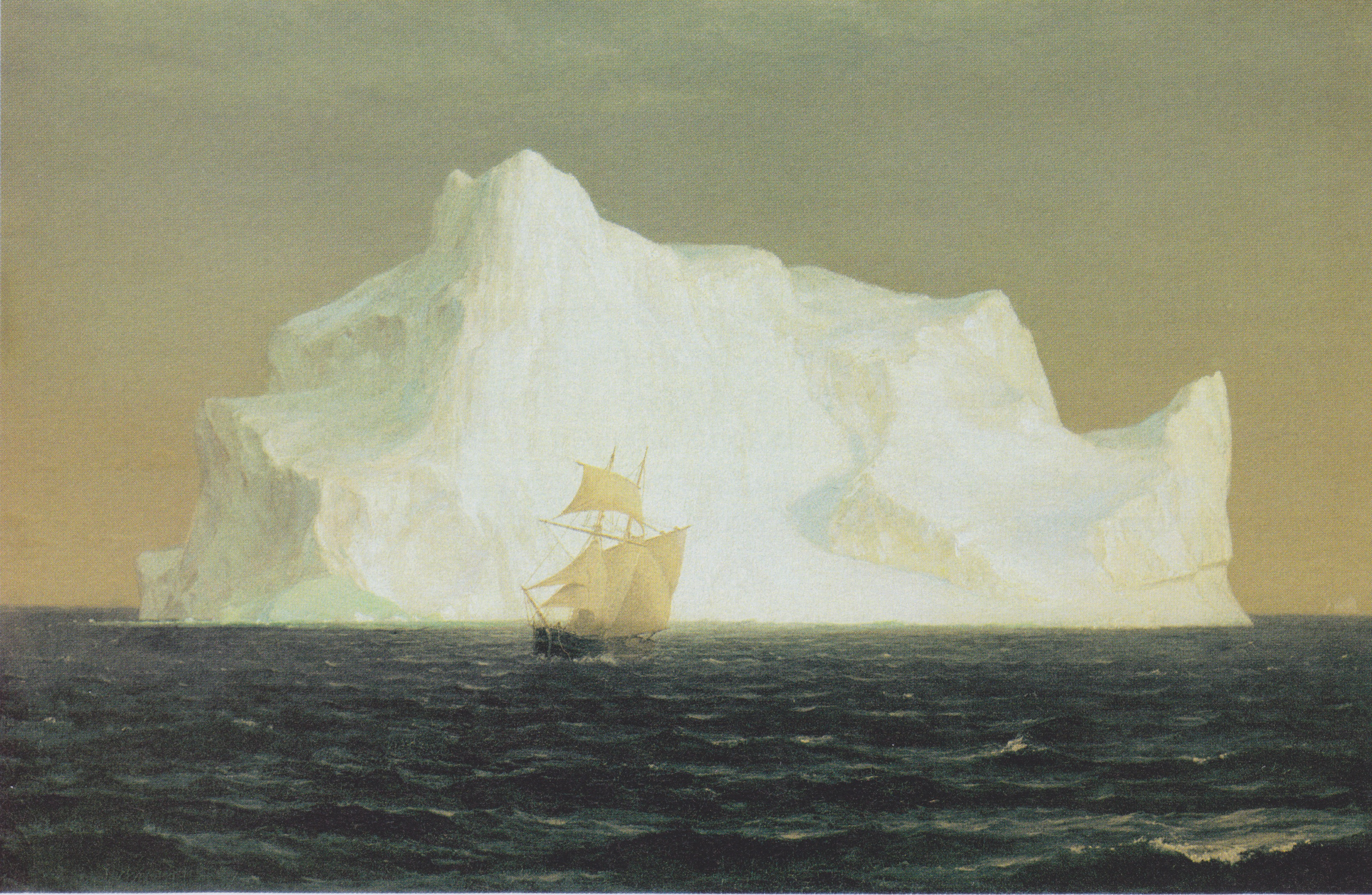
Айсберг (1891, Музей искусств Карнеги, Питтсбург)